# Уокер, Демайя
Демайя Шакия Уокер (англ. DeMya Chakheia Walker; род. 28 ноября 1977 года в Маунт-Холли, Нью-Джерси, США) — американская профессиональная баскетболистка, выступавшая в женской национальной баскетбольной ассоциации. На драфте ВНБА 1999 года не была выбрана ни одной из команд. Играла на позиции тяжёлого форварда.

## Ранние годы
Демайя Уокер родилась 28 ноября 1977 года в небольшом городке Маунт-Холли (Нью-Джерси), дочь Шариссы Девон, у неё есть два брата, Эдди и Расон, училась же она там же в средней школе Ранкокас-Вэлли, в которой выступала за местную баскетбольную команду.